# Limnichus monticola
Limnichus monticola är en skalbaggsart som beskrevs av Delève 1968. Limnichus monticola ingår i släktet Limnichus och familjen lerstrandbaggar. Inga underarter finns listade i Catalogue of Life.